# Idaea lobaria
Idaea lobaria là một loài bướm đêm trong họ Geometridae.